# Albrecht Ritschl
Albrecht Ritschl (Berlin, 1822. március 25. – Göttingen, 1889. március 20.) német protestáns teológus, filozófus, egyetemi oktató volt. A protestáns teológia fejlődésének fontos állomását képezte a tanítása, és az általa alapított göttingeni iskola.
Működését a tübingeni iskola szellemében kezdte, majd sajátos rendszert épített ki, amely a 19. század második felében a protestáns teológia uralkodó irányzata volt. Állítása szerint Luther és Schleiermacher munkáját folytatta.
A filozófiát különválasztotta a teológiától, és a teológiából száműzte a metafizikát.  
A hit egyedüli forrásának az Újszövetséget tekintette. Szembefordult a pietizmussal és a természetes teológiával (→ teodicea). Nézete szerint Istenről semmit nem tudhat az ember, csak amit Krisztus közölt róla az evangéliumokban. Krisztus istenségét átvitt értelemben tanította (isteni érték hordozója), az eredeti bűnt a bűntudattal, a megigazulást a bűntudat megszűnésével azonosította.
Tanítása szerint a hit csak annyiban rendelkezik természetfeletti értékkel, amennyiben erkölcsi cselekedeteket eredményez. Ritschl nagy jelentőséget tulajdonított az egyháznak, amelynek közvetítő szerepe nélkül az ember nem kerülhet közösségbe Krisztussal. A hagyományos tanítástól való eltérésével a hit és a tudás egyre mélyülő ellentétét akarta áthidalni vagy legalább csökkenteni.
Az irányzatának később Adolf von Harnack (1851–1930) lett a fő alakja.

## Művei

### Németül
- Die Entstehung der altkatholischen Kirche. Eine kirchen- und dogmengeschichtliche Monographie. Adolph Marcus, Bonn, 1850 (2. Aufl. 1857) (Faksimile-Druck. Adamant Media, Boston MA, 2005, ISBN 1-4212-4947-2), Digitalisat der Originalausgabe
- Über das Verhältnis des Bekenntnisses zur Kirche. Ein Votum gegen die neulutherischen Doctrinen. Bonn, 1854
- Die Rechtfertigungslehre des Andreas Osiander. In: Jahrbücher für deutsche Theologie (1857), S. 795–829.
- De ira Dei. Bonnae, 1859
- Die christliche Lehre von der Rechtfertigung und Versöhnung. 3 Bände (Bd. 1: Die Geschichte der Lehre. Bd. 2: Der biblische Stoff der Lehre. Bd. 3: Die positive Entwickelung der Lehre.). Marcus, Bonn, 1870–1874 (sein Hauptwerk)
- Schleiermachers Reden über die Religion und ihre Nachwirkungen auf die evangelische Kirche Deutschlands. Bonn, 1874
- Unterricht in der christlichen Religion. Marcus, Bonn 1875 (Studienausgabe nach der 1. Auflage von 1875 nebst den Abweichungen der 2. und 3. Auflage, eingeleitet und herausgegeben von Christine Axt-Piscalar (= UTB. Theologie 2311). Mohr Siebeck, Tübingen, 2002, ISBN 3-8252-2311-6)
- Über das Gewissen. Ein Vortrag. Marcus, Bonn, 1876 (Nachdruck, herausgegeben und mit einem einleitenden Aufsatz von Klaus H. Fischer. Fischer, Schutterwald/Baden, 2008, ISBN 978-3-928640-87-9).
- Geschichte des Pietismus. 3 Bände (Bd. 1: … in der reformierten Kirche. Bd. 2–3: … in der lutherischen Kirche des 17. und 18. Jahrhunderts. Abtheilung 1–2). Marcus, Bonn, 1880–1886 (unveränderter photomechanischer Nachdruck; de Gruyter, Berlin, 1966)
- Theologie und Metaphysik. Zur Verständigung und Abwehr. Marcus, Bonn, 1881 (Nachdruck, herausgegeben und eingeleitet von Klaus H. Fischer. Fischer, Schutterwald/Baden 2009, ISBN 978-3-928640-86-2)
- Fides implicita. Eine Untersuchung über Köhlerglauben, Wissen und Glauben, Glauben und Kirche. Bonn, 1890
- Gesammelte Aufsätze. 2 Bände. Freiburg, 1893–1896 (Digitalisat in der Digitalen Bibliothek Mecklenburg-Vorpommern)
- Das Evangelium Marcions und das kanonische Evangelium des Lucas: eine kritische Untersuchung. Osiandersche Buchhandlung, Tübingen, 1846